# منکیتو (مینه‌سوتا)
مَنکِیتو  (به انگلیسی: Mankato) شهری در شهرستان بلو ارث ایالت مینه‌سوتا در کشور ایالات متحده آمریکا است که جمعیت آن در سرشماری سال ۲۰۱۰ میلادی، ۳۹۳۰۹ نفر بوده‌است.